# Limnophila grandidieri
Limnophila grandidieri är en tvåvingeart som beskrevs av Alexander 1920. Limnophila grandidieri ingår i släktet Limnophila och familjen småharkrankar.
Artens utbredningsområde är Madagaskar. Inga underarter finns listade i Catalogue of Life.